# Dwayne Smith (Komponist)
Dwayne Smith ist ein US-amerikanischer Komponist und Dirigent.

## Leben und Wirken
Smith lernte Flöte und Saxophon. Während seiner Schulzeit gehörte er zu verschiedenen Blasorchestern, Ensembles für Alte Musik, aber auch Rock- und Jazzbands. Als Jazzmusiker gewann er verschiedene Preise. So spielte er 1973 und 1974 in der California All Star High School Jazz Band als erster Tenorsaxophonist auf dem Monterey Jazz Festival.
Smith studierte am San Francisco Conservatory of Music Komposition bei John Adams, Andrew Imbrie, Ingram Marshall und Elinor Armer (außerdem bei Terry Riley am Mills College) und Dirigieren bei John Adams, Michael Senturia und David Ramadanoff. Weiterhin nahm er am Composer-to-Composer Symposium in Telluride, Colorado und dem Carnegie Hall Professional Training Workshop mit Pierre Boulez und dem Ensemble Intercontemporain teil.
Als Adams’ Assistent bei der Leitung des New Music Ensemble des Konservatoriums führte er Werke von Gordon Mumma, Joan La Barbara und David Del Tredici auf. Er dirigierte beim Pacific Composers Forum, leitete Rundfunkaufführungen und ist Dirigent und Composer in Residence des Afro-American Chamber Music Society Orchestra.